# Вільям Ленґфорд (веслувальник)
Вільям Ленґфорд (англ. William Langford, 7 серпня 1896 — 21 січня 1973) — канадський академічний веслувальник.
Срібний призер Олімпійських Ігор 1924 року в складі вісімки.